# Checco Zalone Show
Checco Zalone Show è stato un varietà televisivo di Canale 5 condotto da Checco Zalone con Teresa Mannino, scritto da Gennaro Nunziante, Fabrizio Testini e dallo stesso Zalone. È andato in onda domenica 11 ottobre 2009, trasmesso dal teatro Ariston di Sanremo.

## Il programma
La trasmissione vede il conduttore-comico affiancato dall'attrice comica siciliana, Teresa Mannino in uno show, in cui Checco si cimenta in varie imitazioni, tra cui: Giovanni Allevi, Francesco De Gregori, Silvio Berlusconi, Carmen Consoli, Giuliano Sangiorgi, Jovanotti, Tiziano Ferro, Eros Ramazzotti  e Vasco Rossi. Nel corso della serata sono stati ospiti, Arisa, Gli Zero Assoluto e Marco Materazzi. Viene replicato più volte da Mediaset Extra.

### Puntate e ascolti
| nº | Messa in onda   | Telespettatori | Share  | Ospiti                                |
| -- | --------------- | -------------- | ------ | ------------------------------------- |
| 1  | 11 ottobre 2009 | 3 357 000      | 14,68% | Arisa, Zero Assoluto, Marco Materazzi |